# Heftschlüssel
Heftschlüssel (auch: Heftschlüsselverfahren, kurz: HSV) war ein vor und während des Zweiten Weltkriegs von der deutschen Wehrmacht, insbesondere beim Heer, eingesetztes Handschlüsselverfahren.

## Prinzip
Vom Prinzip her handelt es sich um eine Transposition, also um eine Verschlüsselungsmethode, bei der die Zeichen einer geheim mitzuteilenden Nachricht – des Klartextes – umsortiert (permutiert) werden und den häufig als Funkspruch zu übermittelnden Geheimtext ergeben. Jedes Zeichen bleibt bei diesem Verfahren unverändert erhalten, jedoch wird die Stelle, an der es im Text steht, geändert.

## Verfahren

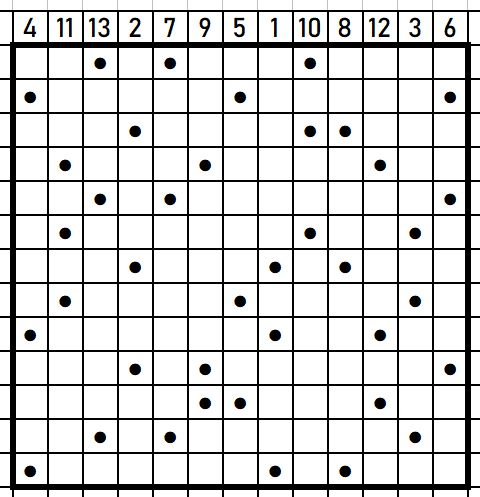
Raster eines Heftschlüssels mit eingestanzten Löchern (•)

Das manuelle Verfahren des Heftschlüssels nutzt als Hilfsmittel ein einfaches kariertes Papier („Raster“) mit 13 × 13 „Kästchen“. In jeder Zeile sind unregelmäßig jeweils drei Kästchen durch ein eingestanztes Loch als „ungültig“ markiert. Die Löcher sind so angeordnet, dass sich auch in jeder Spalte genau drei davon befinden. Damit bleiben in jeder der 13 Zeilen genau zehn „gültige“ Kästchen übrig, in die der zu verschlüsselnde Text einzutragen ist. Dabei befand sich das erste Loch stets in einer der ersten sechs Spalten und das dritte Loch in einer der Spalten 8 bis 13. Die Spruchlänge war beim Heftschlüssel auf mindestens 45 und höchstens 115 Buchstaben beschränkt.
Der Text wird, an einer frei gewählten Stelle des Rasters beginnend, zeilenweise eingetragen und danach spaltenweise ausgelesen, wobei die Reihenfolge der Spalten permutiert wird. Im Grunde handelt es sich also beim Heftschlüssel um eine Spaltentransposition, erweitert um die unregelmäßigen Löcher als „kryptographische Komplikation“.
Der Indikator wird dabei innerhalb des Spruchs an einer vorher vereinbarten Stelle als fünfstellige Kenngruppe (siehe auch „Kenngruppe“ unter Enigma-Glossar) versteckt.

## Beispiel

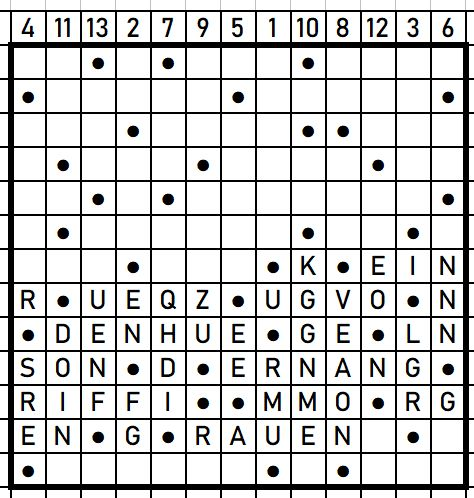
Heftschlüssel-Raster mit Text „Kein Rückzug von den Hügeln sondern Angriff im Morgengrauen“

Beispielsweise soll der folgende Text mithilfe des Heftschlüssels verschlüsselt werden: „Kein Rückzug von den Hügeln, sondern Angriff im Morgengrauen.“ Üblicherweise wurde der Text in Fünfergruppen aufgeteilt und dabei Umlaute durch AE, OE oder UE ersetzt, das Eszett (ß) durch SS sowie die häufigen Doppelbuchstaben „ch“  und „ck“ durch Q. Man erhält so den zur Verschlüsselung vorbereiteten Klartext, hier aus 52 Buchstaben:
KEINR UEQZU GVOND ENHUE GELNS ONDER NANGR IFFIM MORGE NGRAU EN
Der Startpunkt zum Eintragen des Textes wird vom Verschlüssler beliebig gewählt und später dem Empfänger in Form eines Indikators mitgeteilt (siehe auch: Spruchschlüssel unter Enigma-Glossar). Die Spalten sind zusätzlich mit „verwürfelten“ Zahlen zwischen 1 und 13 überschrieben. Der Schlüssler liest die Buchstaben nun spaltenweise aus, und zwar in der Reihenfolge der obigen Spaltennummerierung, und erhält als Geheimtext:
URMU ENFG ILGR RSRE EEA NNNG QHDI VEAON ZUR KGGNME DOIN EON UENF
Angeordnet in Fünfergruppen, hier als URMUE NFGIL GRRSR EEEAN NNGQH DIVEA ONZUR KGGNM EDOIN EONUE NF, (und ergänzt um die Kenngruppe) wird dieser Geheimtext dem Empfänger beispielsweise in Form von Morsezeichen per Funk mitgeteilt (siehe auch: Funktelegramm).

## Entschlüsselung
Der befugte Empfänger, der im Besitz des gleichen Heftschlüssels mit identischem Raster ist, kann unter Umkehrung der Transposition, also durch nun spaltenweises Eintragen des Geheimtextes und danach zeilenweises Auslesen des Klartextes, die ursprüngliche Botschaft entschlüsseln.

## Entzifferung
Der Heftschlüssel war, ähnlich wie die einfache Spaltentransposition, kein sicheres Verfahren. Es wurde durch alliierte Kryptoanalytiker regelmäßig gebrochen (entziffert).